# Arnold Walfisz
Arnold Walfisz (ur. 2 lipca 1892 w Warszawie, zm. 29 maja 1962 w Tbilisi) – polski matematyk.

## Życiorys
Do 1927 roku studiował i pracował w Niemczech, w latach 1927–1936 pracownik naukowy Uniwersytetu Warszawskiego, w latach 1936–1962 Tbiliskiego Instytutu Matematycznego Gruzińskiej Akademii Nauk, jednocześnie pracował na uniwersytecie w Tbilisi i w tamtejszym Instytucie Pedagogicznym.
W roku 1935 założył wspólnie z Salomonem Lubelskim "Acta Arithmetica".

## Publikacje
Tworzył prace dotyczące głównie teorii liczb i algebry, w tym m.in. teorii ideałów i teorii form modularnych.
- Arnold Walfisz. Über Gitterpunkte in mehrdimensionalen Kugeln II. „Acta Arithmetica”. 6, nr 2, s. 115-136, 1960. ISSN 0065-1036. (ang.).
- Arnold Walfisz. Über die Wirksamkeit einiger Abschätzungen trigonometrischer Summen. „Acta Arithmetica”. 4, nr 2, s. 108-180, 1958. ISSN 0065-1036. (ang.).
- Arnold Walfisz, Sarvadaman Chowla. Über eine Riemannsche Identität. „Acta Arithmetica”. 1, nr 1, s. 87-112, 1935. ISSN 0065-1036. (ang.).